# Eremo di San Giorgio (Ascoli Piceno)
L'eremo di San Giorgio è un antico monastero che si trova nel Comune di Ascoli Piceno, a sud-ovest della città, nella frazione di Rosara in località Graniti.
Costruito in posizione isolata sotto una rupe di travertino del Monte Rosara e immerso nel silenzio del bosco, l’eremo è ben visibile dal borgo di Castel Trosino, da cui ne è separato dalla valle del torrente Castellano.
Il suo abbandono avvenuto dalla seconda metà del XX secolo ha provocato il rapido deterioramento dell’edificio, con il crollo del campanile e del tetto della chiesa e con opere e capitelli perduti e rubati. Nel 2018 è stato dichiarato dal Comune di Ascoli Piceno collabente, viste le difficoltà di procedere ad un sopralluogo per un suo consolidamento e ristrutturazione.

## Storia e descrizione
Le prime notizie risalgono alla metà del XIV secolo quando la nobildonna ascolana Livia Martelleschi fondò un ospedale per curare i lebbrosi con le sottostanti acque sulfuree, mentre lo storico Pietro Capponi nelle sue "Memorie Storiche della Chiesa Ascolana", scrive che fu realizzato nel 1382 dal Comune di Ascoli con l’appoggio del Vescovo Pietro III Torricella, per i frati Spirituali seguaci di Angelo Clareno. Nel 1568 passò ai frati Minori Osservanti.
Dopo la soppressione napoleonica avvenuta nel 1810 il convento passò in affitto a dei privati. Nel 1816 fu affidato ai frati Francescani che vi rimasero fino al 1866, quando il Regio Governo ordinò di chiudere il monastero, che passò al Demanio. Dopo alterne vicende il complesso con i suoi annessi fu venduto nel 1912 ed è tuttora di proprietà privata. Fino alla metà del novecento era meta di pellegrinaggi primaverili dedicati al culto secolare di San Giorgio.
L’edificio si presenta nel lato di accesso dal sentiero con un porticato colonnato retto da volte a crociera. Sono presenti nelle lunette resti di affreschi che raffigurano tratti di episodi della vita di San Francesco. Alcuni ambienti del piano terra sono stati ricavati nella roccia. Ben visibili dal lato prospiciente la valle sono i nove archi.